# Параноидный бред
Парано́идный бред (от др.-греч. παρά- «около» + νοῶ «понимать, соображать» + εἶδος «вид, внешность, образ; похожесть») — расстройство процесса мышления, бредовая убеждённость в том, что на больного оказывается какое-либо внешнее неблагоприятное воздействие.
Параноидный бред может включать идеи преследования, отношения, уничтожения, обвинения, ущерба, воздействия, отравления и т. п.

## Психические расстройства
Чаще всего параноидный бред встречается при шизофрении (особенно с бредовыми идеями воздействия), но может наблюдаться и при интоксикационных, реактивных и других психозах.